# Bathyergus janetta
Bathyergus janetta är en däggdjursart som beskrevs av Thomas och Harold Schwann 1904. Bathyergus janetta ingår i släktet strandgrävare och familjen mullvadsgnagare. IUCN kategoriserar arten globalt som livskraftig. Inga underarter finns listade.

## Utseende
Arten blir 170 till 235 mm lång (huvud och bål), har en 40 till 52 mm lång svans och väger 198 till 500 g. Honor är lite mindre än hannar. Hos Bathyergus janetta är bakfötterna 34 till 43 mm långa och den saknar yttre öron. Djuret har främst glänsande silvergrå päls på ovansidan med ett bredare mörkt band på ryggens mitt från huvudets topp till stjärten. Även undersidan och huvudet är mörkare än kroppssidorna. Huvudet kan dessutom ha en brun skugga och/eller ljusa fläckar. Kring ögonen förekommer vita ringar och vid öronöppningar vita fläckar. Arten fingrar och tår är utrustade med kraftiga klor. På svansen finns styva ljusa hår.

## Utbredning
Denna strandgrävare har två från varandra skilda utbredningsområden. Ett i södra Namibia och ett i västra Sydafrika. Arten vistas i torra sanddyner.

## Ekologi
Bathyergus janetta skapar ett tunnelsystem med gångar som ligger 25 till 40 cm under markytan. Boets tunnlar är tillsammans 57 till 175 meter långa eller i sällsynta fall upp till 250 meter långa. Dessutom finns upp till fem kamrar som är upp till 58 cm djupa. De fodras med gräs och med rester från underjordiska växtdelar. Gångarna grävs vanligen efter regnfall när marken är mjukare. Ibland förekommer överlappningar mellan bon från Bathyergus janetta och bon från Cryptomys hottentotus, men de ligger på olika höjder.
Denna strandgrävare äter gröna växtdelar som gräs, korgblommiga växter och örter när de är tillgängliga. Det kan hända under våren när snön töar eller efter regnfall. Under den torra perioden äts rötter, rotfrukter och andra underjordiska växtskott samt suckulenter. Dessa växtdelar lagras dessutom i särskilda förvaringsrum inom boet.
Parningen sker vanligen under senvintern eller under våren och några honor har två kullar per år. Hos infångade dräktiga honor skedde födelsen minst 52 dagar senare. En kull har 2 till 7 ungar som i början väger omkring 15,4 g. De är blinda och öppnar sina ögon efter cirka två veckor. Ungarna diar sin mor ungefär 34 dagar och lämnar moderns tunnelsystem efter två månader.
När gnagaren kommer upp till marken kan den falla offer för rovlevande fåglar och för medelstora rovdjur. Den vanligaste fienden är mullvadssnoken (Pseudaspis cana).